# Лея (співачка)
Лея (справжнє ім'я Ліза Васильківська; нар. 2003/2004 року) — українська співачка з Києва, що виконує музику в жанрі альтернативний рок і альтернативний фольк.

## Життєпис
Народилась на початку 2000-х років. Закінчила музичну школу, два курси Київської муніципальної академії музики імені Рейнгольда Глієра та вивчала звукорежисуру в Київському національному університеті імені Тараса Шевченка.
2022 року випустила дебютну пісню «Страдча» разом з постпанк-виконавцем SadSvit, а 2023 року вийшов дебютний альбом «Бестіарій» у жанрі альтернативний фольк, натхненний українськими міфологічними образами, як мара, підмінок, вовкулака тощо. Видання «СЛУХ» позитивно схарактеризувало альбом як чіпкий альтернативний рок з етнічними елементами, порівнявши з «Карною», однак відзначило, що йому бракує занурення в український фольклор. 2024 року взяла участь у фестивалі «Файне місто».
2025 року брала участь у Національному відборі на Євробачення з піснею «Карна», однак поступилась гурту Ziferblat. У травні 2025 року випустила пісню «Мавчин Великдень» як саундтрек до однойменного фільму, яку назвала своєю останньою роботою, пов'язаною з міфологією.

## Дискографія
- 2022 — «Страдча» (дебютна пісня, разом з SadSvit)
- 2023 — «Бестіарій» (дебютний альбом)
- 2025 — «Карна» (пісня для Нацвідбору на Євробачення)[5]
- 2025 — «Пекло» (пісня)
- 2025 — «Мавчин Великдень»  (саундтрек до фільму «Мавчин Великдень»)